# Mitrídates II do Bósforo
Mitrídates II do Bósforo, líder de Pérgamo e, possivelmente, um dos muitos filhos bastardos do famoso rei Mitrídates VI do Ponto . 
Quando o ditador romano, Júlio César, ficou preso em Alexandria, no inverno de 48 a.C./47 a.C., Mitrídates levantou um exército e foi em seu auxílio, juntamente com Antíprato, ajudando-o a vencer a Batalha do Nilo, que decretou a queda (e morte) de Ptolomeu XIII e a ascensão de Cleópatra ao trono do Egito.

## Nome
Mitridates (Μιθριδάτης, Mithridátēs), Mitradates (Μιθραδάτης, Mithradátēs), Meredates (Μερεδατης, Meredatēs), Meerdates (Meherdates) são as variantes gregas do persa antigo Mitradata (*Miθra-dāta-), "dado por Mitra". O nome foi registrado em parta (𐭌𐭕𐭓𐭃𐭕), persa médio e armênio (Միհրդատ) como Mirdate (Mihrdāt), em aramaico como Mitredate ("Mitredat", mtrdt) e em persa novo como Merdade (مهرداد, Mehrdâd).